# Скотт Алан Редгід
Скотт Алан Редгід (англ. Scott Alan Redhead; нар. 1950) — канадський міколог, автор описання нових таксонів.
Навчався в Університеті Британської Колумбії (під керівництвом Роберта Дж. Бандоні) та в Університеті Торонто (в Роя Ф. Кейна та Девіда В. Маллока). Влаштувався працювати у Міністерство сільського господарства і продовольства Канади. Став куратором Національного мікологічного гербарію. Окреслив низку нових видів грибів, зокрема Ampulloclitocybe clavipes, Arrhenia peltigerina, Lichenomphalia velutina та Xerula rubrobrunnescens.